# バンフォルドウイルス界

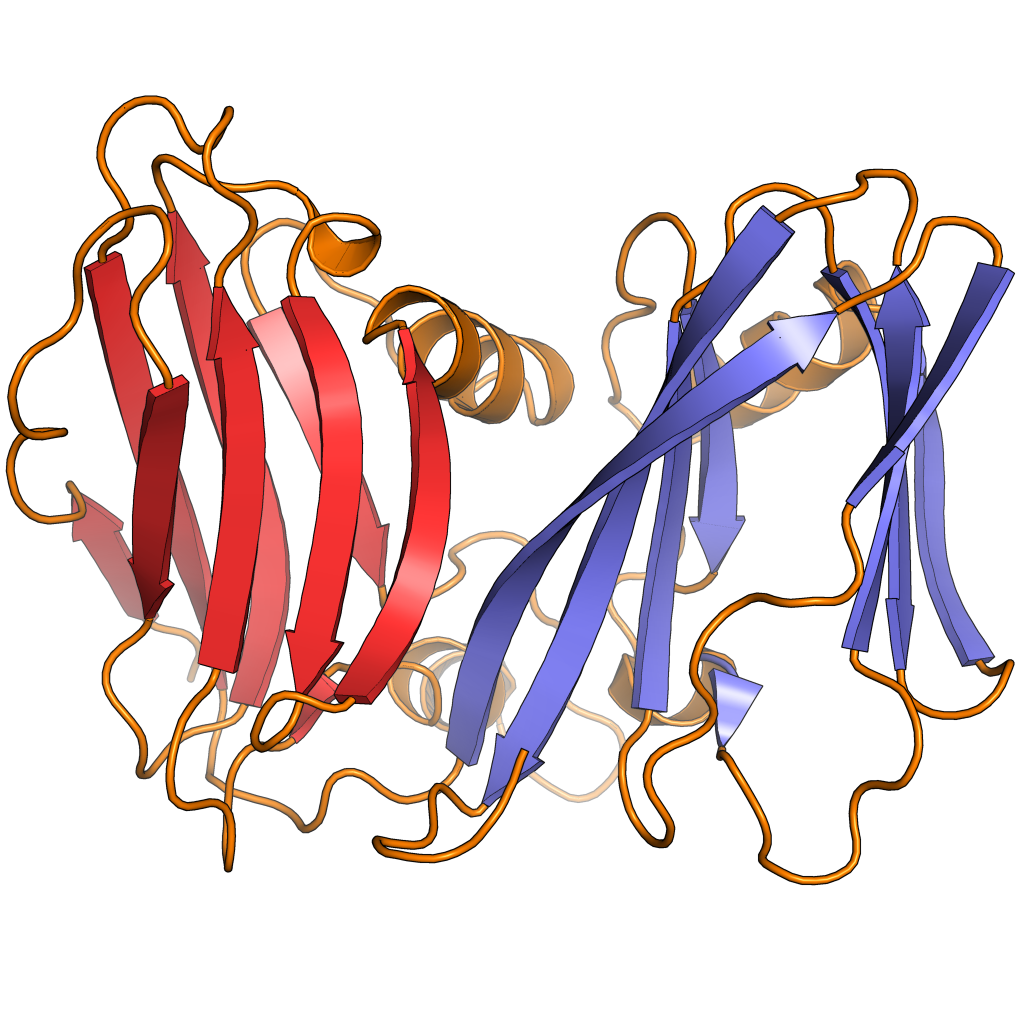
コルティコウイルス(Corticovirus)のMCPリボンモデル。赤部分と青部分がゼリーロール構造（ダブルゼリーロール構造）

バンフォルドウイルス界（Bamfordvirae）とは、2019年に国際ウイルス分類委員会（ICTV）によって提案されたウイルスの界である。
ゼリーロール構造が含まれる主要カプシドタンパク質（MCP）を持つウイルス（ウァリドナウィリア）のうち、そのMCPが2つ連結し、ダブルゼリーロールとなっていることを特徴とする。シングルゼリーロールのヘルウェティアウイルス界（スファエロリポウイルス科）から、遺伝子重複などのイベントを通じて進化したと考えられている。
バンフォルドウイルスという名称は、この系統の進化的つながりを最初に提唱したデニス・バンフォードに因んでいる。

## 分類
2019年に国際ウイルス分類委員会（ICTV）によって提案された分類は以下のとおりである。
バンフォルドウイルス界 Bamfordvirae
- 巨大核質DNAウイルス門 Nucleocytoviricota
  - メガウイルス綱 Megaviricetes
    - Algavirales （主に真核藻類に感染）
    - Imitervirales（ミミウイルス科及びカフェテリアウイルス科）
    - Pimascovirales

  - ポッケスウイルス綱 Pokkesviricetes
    - Asfuvirales （アフリカ豚熱ウイルス）
    - Chitovirales（ポックスウイルス科の単科）
- プレプラズマウイルス門 Preplasmiviricota
  - マウェリウイルス綱 Maveriviricetes
    - Priklausovirales （ヴィロファージ）

  - テクティリウイルス綱 Tectiliviricetes
    - Belfryvirales （古細菌に感染するウイルス）
    - Kalamavirales （細菌に感染するウイルス）
    - Rowavirales （アデノウイルス科）
    - Vinavirales （細菌に感染するウイルス）